# Virginia Patton
Virginia Ann Marie Patton, född 25 juni 1925 i Cleveland i Ohio, död 18 augusti 2022 i Albany, Georgia, var en amerikansk skådespelare. Patton medverkade i flera filmer under 1940-talet, hon drog sig tillbaka från skådespelarkarriären 1949. Hennes mest kända roll är den som Ruth Dakin Bailey i Frank Capras film Livet är underbart från 1946.

## Filmografi i urval
- 1943 – Tacka din lyckliga stjärna
- 1943 – Väninnor
- 1944 – Janie – alla tiders flicka
- 1944 – The Last Ride
- 1944 – Hollywood Canteen
- 1945 – The Horn Blows at Midnight
- 1945 – De drogo västerut
- 1946 – Brottsling gör revolt
- 1946 – Livet är underbart
- 1947 – Dubbelliv
- 1948 – Black Eagle
- 1949 – Det lyckliga liket